# كرينيزوماب
كرينيزوماب هو جسم مضاد وحيد النسيلة يعمل بالضد من أميلويد بيتا 1-40 و 1-42 لذا فإنه يجرب حالياً ليستخدم في علاج مرض آلزهايمر.
كرينيزوماب طورته في البداية شركة دوائية سويسرية تدعى أي سي إميون أس أي والتي سجل اختراعه باسمها، ثم نقلت حقوقه إلى جينينتكس عام 2006.